# The Architects Collaborative

Trụ sở hãng hàng không Mỹ Pan Am ở Manhattan là công trình văn phòng lớn nhất khi được xây dựng. Công ty MetLife mua lại năm 1981.

The Architects Collaborative (tiếng Anh, viết tắt là TAC, tức là "Công ty Cộng tác Kiến trúc sư"), là một hãng kiến trúc được Walter Gropius thành lập tại năm 1945 tại Cambridge, Mỹ.

## Một số công trình quan trọng của TAC
- Trường trung học Attleboro, Attleboro, Massachusetts, 1946
- Six Moon Hill Lexington, Massachusetts, 1947
- Harvard Graduate Center, Cambridge, Massachusetts, 1949
- Hansa Apartment Block, Tây Berlin, Đức, 1957
- University of Miami, Miami, Florida; 1957-1960
- Pan-American World Airways Building, Thành phố New York, 1958-1963 (cộng tác với Emery Roth & Sons)
- Trường trung học Wayland, Wayland, Massachusetts, 1959
- Sứ quán Mỹ tại Athena, Hy Lạp, 1960
- Tòa nhà văn phong John Fitzgerald Kennedy, Boston, Massachusetts, 1961-1966
- TAC Office Building, Cambridge, Massachusetts, 1962
- Trường tiểu học Parkside, Columbus, Indiana, 1960
- Rosenthal Porcelien Factory, Selb, Bavaria, 1965
- Thomas Glassworks, München, Đức, 1967
- Tower East Complex (Shaker Heights), Cleveland, Ohio, 1969
- Trụ sở AIA, Washington, D.C., 1973
- Moos Health Sciences Tower, Đại học Minnesota, Minneapolis, Minnesota, 1974
- Bauhaus Archive, Berlin, Đức, 1976-1979
- Johns-Manville Headquarters, Jefferson County, Alabama, 1983-1986